# Civis Bononiae
Civis Bononiae (em português:Cidadão de Bolonha) é um manuscrito do século XIII, que contém 288 contém problemas de xadrez e 78 de gamão. O autor é desconhecido e compilou grande parte dos problemas de outros manuscritos sobre tudo de Bonus Socius. O  manuscrito contém os termos Regina e Domina em referência a Dama em substituição ao Firzan do Xatranje de origem árabe. O Peão devia ser promovido somente a Dama, de modo a manter somente uma Regina (Rainha) no tabuleiro. O manuscrito contém também estratégias para enganar o adversário.